# マルセル・リーダー
マルセル・リーダー（Marcel Rieder、1862年3月19日 - 1942年3月30日）はアルザス地方出身のフランスの画家である。

## 略歴
現在のオー＝ラン県のタンで生まれた。アルザスの名家の出身で、祖父のジャン・ジャック・リーダーはストラスブールのテンプルヌフ教会の司教を務めた人物である。パリに出て国立高等美術学校でアドルフ・イヴォンに学んだ。1884年にフランス芸術家協会に加入し、1939年まで芸術家協会の展覧会に毎年出展した。
生涯の大半をパリで活動した。パリにも作られたバッハ協会（Société Bach）を通じて、同じアルザス出身のアルベルト・シュヴァイツァー(1875-1965)とも、親交があった。1927年にフォンテーヌブロー近くのBusseuに引退した。
1942年にセーヌ＝エ＝マルヌ県のVilliers-sous-Grezで亡くなった。

## 作品
- Romantic soirée
- Choosing jewellery
- Decorating the Christmas tree
- Waiting by the window
- Moonlight on Annecy's lake
- Portrait de Jean Rieder
- Portrait de Marion Poiriault
- The bouquet, reverie of love